# Ухов Володимир Дмитрович
Володимир Дмитрович Ухов (1912, місто Єгор'євськ, тепер Московської області, Російська Федерація — 25 березня 1965, місто Москва) —  радянський військовий діяч, генерал-лейтенант танкових військ. Член Ревізійної Комісії КП України в 1961—1965 роках. Депутат Верховної Ради УРСР 6-го скликання.

## Біографія
Росіянин. З 1933 року — в Робітничо-селянській Червоній армії.
Освіта вища військова. Член ВКП(б) з 1940 року.
Учасник німецько-радянської війни з липня 1941. У 1941—1943 р. — штабний командир танкової бригади, помічник начальника штабу бронетанкових і механізованих військ 50-ї армії Західного фронту. У 1943—1944 р. — начальник штабу Управління командувача бронетанкових і механізованих військ 3-ї армії 1-го Білоруського фронту.
Учасник радянсько-японської війни 1945 року. У серпні—вересні 1945 року служив начальником оперативного відділу штабу Управління командувача бронетанкових і механізованих військ Забайкальського фронту.
Після війни продовжив службу на командних посадах у Радянській армії.
У квітні 1958 — березні 1961 р. — командувач 1-ї гвардійської танкової армії Групи радянських військ в Німеччині.
У березні 1961 — березні 1963 р. — командувач 38-ї загальновійськової армії Прикарпатського військового округу.
У грудні 1963 — березні 1965 р. — 1-й заступник командувача військ Білоруського Червонопрапорного військового округу.
Похований у Москві на Новодівочому кладовищі.

## Звання
- підполковник
- полковник (1944)
- генерал-майор танкових військ
- генерал-лейтенант танкових військ (25.05.1959)

## Нагороди
- орден Червоного Прапора (31.08.1945)
- орден Вітчизняної війни I-го ст. (6.08.1944)
- орден Вітчизняної війни II-го ст. (23.01.1944)
- орден Червоної Зірки (18.06.1943)
- ордени
- медалі